# 베스트셀러
베스트셀러(bestseller)는 굉장한 인기를 얻는 책으로 특정 기간, 예를 들어 1개월 혹은 1년 동안에 높은 판매를 나타낸 책을 베스트셀러라고 한다. 출판업계와 도서판매 업체 및 신문사, 잡지사, 서점 체인이 발행하는 현재 가장 많이 팔리는 책의 목록에 의해 결정된다. 일부 목록들은 분류와 전문분야에 따라 나뉜다. 예를 들어 가장 많이 팔리는 새로운 요리책, 소설책, 논픽션 등등이 있다. 미국에서는 뉴욕 타임즈 베스트셀러 목록이 가장 잘 알려진 판매목록 중 하나이다.
일상적으로 베스트셀러라는 용어는 항상 특정한 수준의 판매량과 연관되는 것이 아니라, 출판사의 홍보성에서 막연히 사용될 때도 있다. 베스트셀러는 비록 예외가 있긴 하지만, 굉장히 학문적 가치를 지니거나 문학적 수준을 고려하지 않는 경향이 있다. 이 목록은 단순히 정해진 기간의 분류에서 가장 많이 팔리는 서적의 이름을 제공한다. 어떤 책은 최근의 베스트셀러 보다 더 많은 판매량을 가질 지 모르지만, 이것은 오랜 기간 동안에 팔린 것이다.
근대적 독서 계층이 태동한 17세기 영국에서 가장 많이 읽힌 책은 침례교 신자로서 각지를 돌아다니며 열렬히 설교하던 존 번연의 《천로역정》(1678년)이다. 이 책의 제1부는 저자의 생전에 이미 11판까지 나왔고 판마다 각각 1만 부씩이나 인쇄되었다. 이 부수는 당시로서는 엄청난 숫자였다. 당시에는 또 성공회 사제인 존 폭스의 《폭스의 순교사(Fox's Book of Martrs)》(1563년)를 비롯하여 이른바 순교자 열전이 간행되었다. 《폭스의 순교사(Fox's Book of Martrs)》는 당시에 책값이 결코 싸지 않았다. 숙련된 장인의 3주치 임금에 해당하는 10실링 이상이었지만 1만부 이상 팔려 나갔다. 순교자의 기록과 전기는 개신교가 로마 가톨릭 교회로부터 탄압받던 종교 개혁 시대의 개신교신자들에게는 전략적으로도 크게 요구되었던 것이다.
영화에서 블록버스터나 레코드 음악에서 차트 상위 순위가 비슷한 용어이다.

## 같이 보기
- 스테디셀러
- 많이 팔린 책 목록
- 많이 팔린 픽션의 저자 목록